# Rio Durkham
O Rio Durkham é um curso de água da Etiópia e um dos afluentes do Rio Awash.